# 11. Marine-Infanterie-Division (Wehrmacht)
Die 11. Marine-Infanterie-Division, auch 11. Marine-Division, war ein deutscher nomineller Großverband im Zweiten Weltkrieg.

## Divisionsgeschichte
Der Verband wurde aufgrund einer Anordnung Hitlers mit dem Ziel der Täuschung der Alliierten über den Abzug von deutscher Verbände aus den besetzten Niederlanden aufgestellt. Hierfür wurden in den Niederlanden möglichst viele Divisionen umbenannt. Die 11. Marine-Division wurde als erstes Anfang März 1945 gebildet, später im März 1945 folgte mit dem gleichen Zweck die 3. Marine-Division.
Der Verband erreicht nie die Stärke einer vollen Division, auch wenn er aus Täuschungsgründen so benannt wurde. Die formale Zuordnung erfolgte zur 25. Armee beim Oberbefehlshaber Nordwest. Mitte März übernahm sie die Inseln Goerre (dort wurde das Marine-Regiment Schindler gebildet), Schoewen (dort wurde das Marine-Regiment Kuffes gebildet) und Voorne.
Eigentlich sollte die 11. Marine-Division Ende März 1945 für die Aufstellung einer 63. Infanterie-Division herangezogen werden. Diese 63. Infanterie-Division taucht auch in der Kriegsgliederung Mitte April 1945 auf ohne eine geeignete Aufstellung erfahren zu haben, wodurch die 11. Marine-Division weiter bestand. Ab diesen Zeitpunkt war die Zuordnung zur Korps-Abteilung Diestel bei der 25. Armee erfolgt.
Die 11. Marine-Infanterie-Division bestand nur rund zwei Monate von Anfang März 1945 bis zur deutschen Kapitulation am 8. Mai 1945.
Kommandeur war der Kapitän zur See Hans Ahlmann, u. a. der ehemalige Kommandant der Seeverteidigung Molde und des 2. Schiffs-Stamm-Regiments.

## Gliederung
- Marine-Schützen-Regiment 111 aus der 14. Schiffs-Stamm-Abteilung (Breda)[7]
- Marine-Schützen-Regiment 112 aus der 16. Schiffs-Stamm-Abteilung (Bergen op Zoom)[7]
- Marine-Schützen-Regiment 113 aus der 20. Schiffs-Stamm-Abteilung (Edes bei Arnheim)[8]
- Divisionsstab aus dem 2. Schiffs-Stamm-Regiment (Beverloo)